# Britansko groblje u Montevideu
Britansko groblje u Montevideu (eng. The British Cemetery Montevideo, špa. Cementerio Británico) jedno je od najstarijih groblja u cijelom Urugvaju. Groblje je 1827. osnovala malobrojna britanska zajednica u Urugvaju za pokop svih britanskih vojnika koji su poginuli u borbama na području Urugvaja početkom 19. stoljeća. Na groblju su pokopani časnici, zapovjednici i mornari iz Prvog i Drugog svjetskog rata, ali i većina britanskih doseljenika koji su svoj život okončali u Urugvaju. 
Nakon 1945. godine, britanska zajednica je prodala zemljište groblja gradu na korištenje, pa su u novije vrijeme pokopani i mnogi Urugvajci ili pripadnici drugih manjina poput njemačke, irske i ruske, čiji su članovi uglavnom pravoslavci. 
Tako je na groblju pokopana i jedna manja skupina američkih marinaca, uz prisustvo poljskog, kanadskog, francuskog, ruskog i južnoafričkog veleposlanika u studenom 2004.

## Vanjske poveznice
- Britanska zajednica u Urugvaju (engl.)
- Satelitska karta groblja (engl.)
- Britansko groblje, Montevideo, Urugvaj na findagrave.com (engl.)
- Popis pokopanih britanskih vojnih dužnosnika na stranicama Britanskog ministarstva obrane (engl.)